# Goldstein (film)
Pour les articles homonymes, voir Goldstein.
Pour plus de détails, voir Fiche technique et Distribution.
Goldstein est un film américain réalisé par Philip Kaufman et Benjamin Manaster et sorti en 1964. Il s'agit d'une relecture de la vie d'Élie, l'un des prophètes majeurs d'Israël.
Premier long métrage de Philip Kaufman, il met en scène plusieurs acteurs de la troupe d’improvisation théâtrale de Chicago, The Second City. Il est présenté lors de la Semaine de la critique du Festival de Cannes 1964.

## Fiche technique
Sauf indication contraire, les informations mentionnées dans cette section peuvent être confirmées par la base de données cinématographiques IMDb,  présente dans la section « Liens externes ».
- Titre original : Goldstein
- Réalisation et scénario : Philip Kaufman et Benjamin Manaster
- Musique : Meyer Kupferman
- Costumes : Evangeline Harrison
- Photographie : Jean-Phillippe Carson
- Montage : Adolfas Mekas
- Production : Zev Braun et Philip Kaufman
- Sociétés de production : Montrose Film Productions et Braun Entertainment Group
- Société de distribution : Altura Films International (États-Unis)
- Budget : n/a
- Pays de production :  États-Unis
- Langue originale : anglais
- Format : couleur
- Genre : comédie
- Durée : 85 minutes
- Dates de sortie[2] :
  - France : mai 1964 (festival de Cannes - semaine de la critique)
  - États-Unis : 7 mai 1965 (New York)
  - France : 2 février 1966

## Distribution
- Lou Gilbert : le vieil homme
- Ellen Madison : Sally
- Tom Erhart : le sculpteur
- Ben Carruthers : Jay
- Charles Fischer : M. Nice
- Severn Darden : un docteur
- Anthony Holland : Aid
- Nelson Algren : lui-même
- Jack Burns : le routier / le policier
- Mike Turro as Guard
- Viola Spolin
- Del Close : un docteur

## Production
Le tournage a lieu dans l'Illinois, notamment à Chicago.

## Sortie et accueil
Le film obtient le prix de la Nouvelle Critique Festival de Cannes 1964, tout comme de Prima della rivoluzione de Bernardo Bertolucci,.